# Przetacznik bobowniczek
Przetacznik bobowniczek (Veronica beccabunga L.) – gatunek rośliny z rodziny babkowatych. Występuje w Afryce Północnej, całej Europie i w znacznej części Azji. W Polsce roślina pospolita na niżu, w górach sięga po piętro kosodrzewiny.

## Morfologia

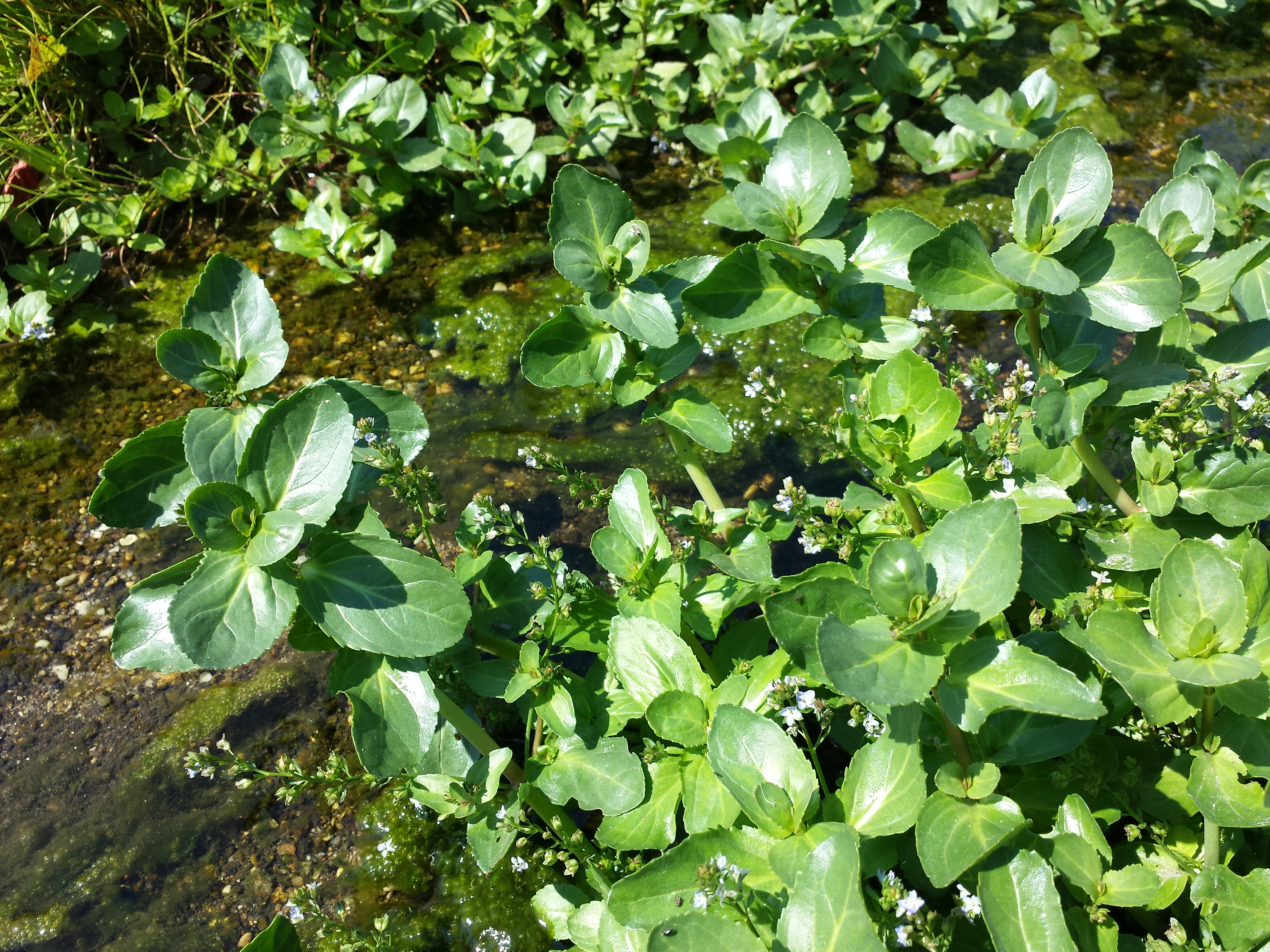
Przetacznik bobowniczek rosnący w strumieniu

Organy podziemnePłożące kłącze.
ŁodygaW dolnej części pokładająca się lub leżąca, zakorzeniająca się w węzłach, wyżej podnosząca się, osiągająca wysokość 20–60 cm. Prawie walcowata, obła, miękka, pełna, lekko prążkowana, zielona lub czerwonawa.
LiścieNaprzeciwległe, jajowate, szerokoeliptyczne lub okrągławe, tępo zakończone, mięsiste, nagie, nieco błyszczące, płytko piłkowane lub całobrzegie, długości 3–6 cm i szerokości 1–3,5 cm. Ogonki liściowe dość krótkie, nieco oskrzydlone, górą rynienkowate.
KwiatyKwiatostanem jest grono wyrastające z kątów górnych liści, wydłużone, osiągające do 7, czasem do 12 cm długości, dość luźne, 10–30 kwiatowe, nagie. Szypułki długości od 3 do 6 (czasem do 8) mm, zwykle dłuższe od lancetowatych przysadek. Kwiaty obupłciowe, kielich i korona 4-krotne. Działki kielicha jajowato-lancetowate lub lancetowate, o długości 3–3,5 mm. Korona o średnicy 5–8 mm i bardzo krótkiej rurce, niebieska z ciemniejszymi żyłkami. Pręciki są 2, słupek o szyjce długości 1,5–2 mm.
OwoceOwocem jest kulistawa, płytko lub wcale nie wycięta na końcu torebka, dwu- lub czasem trzykomorowa, o długości 3–4 mm, osadzona na szypułce ostającej prawie prostopadle od osi grona. Działki kielicha po dojrzeniu owocu zwykle są odgięte. Nasiona jajowato-okrągławe, spłaszczone, lekko wypukłe, szarożółte, o średnicy około 0,6 mm.

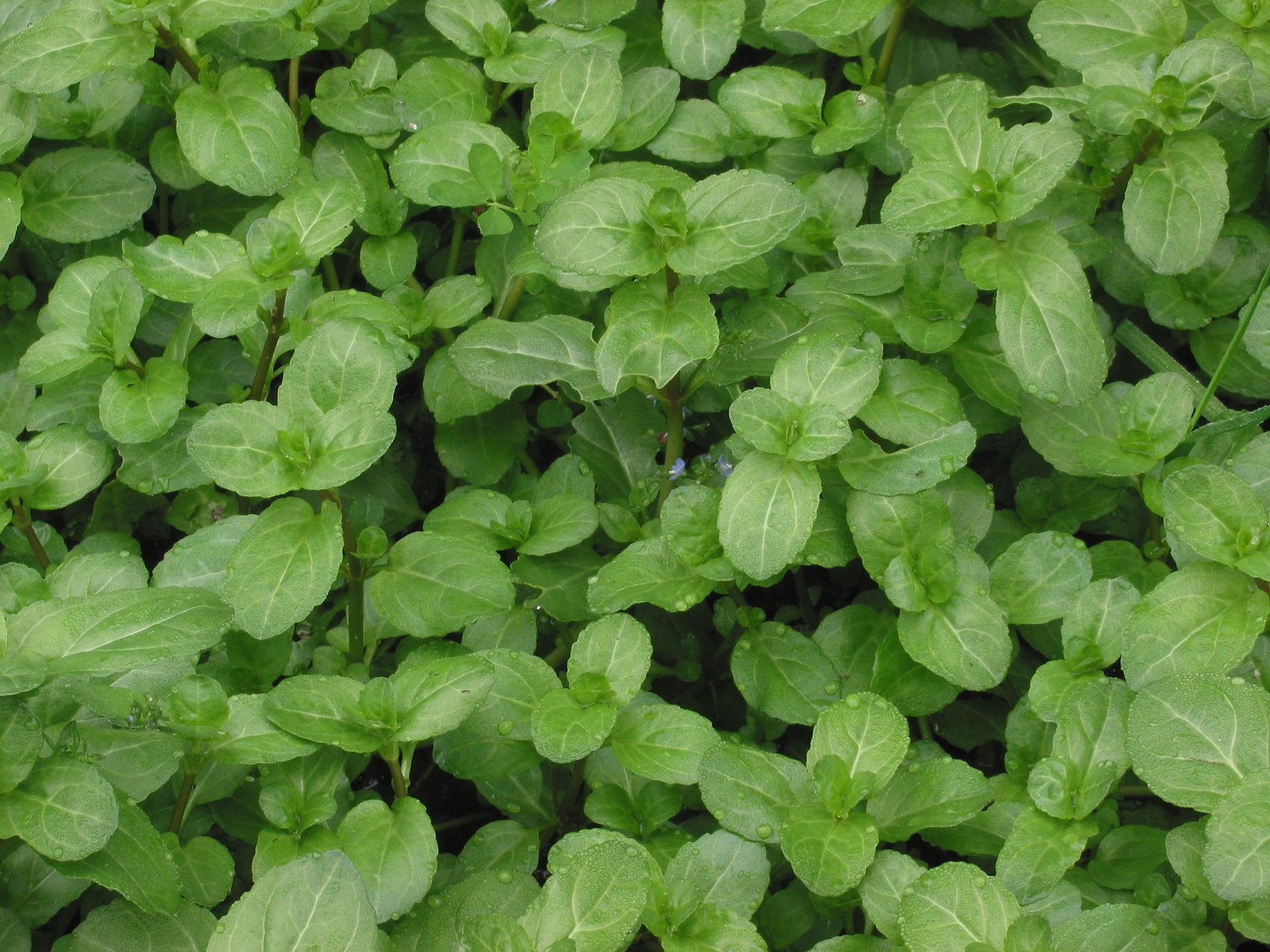
Liście
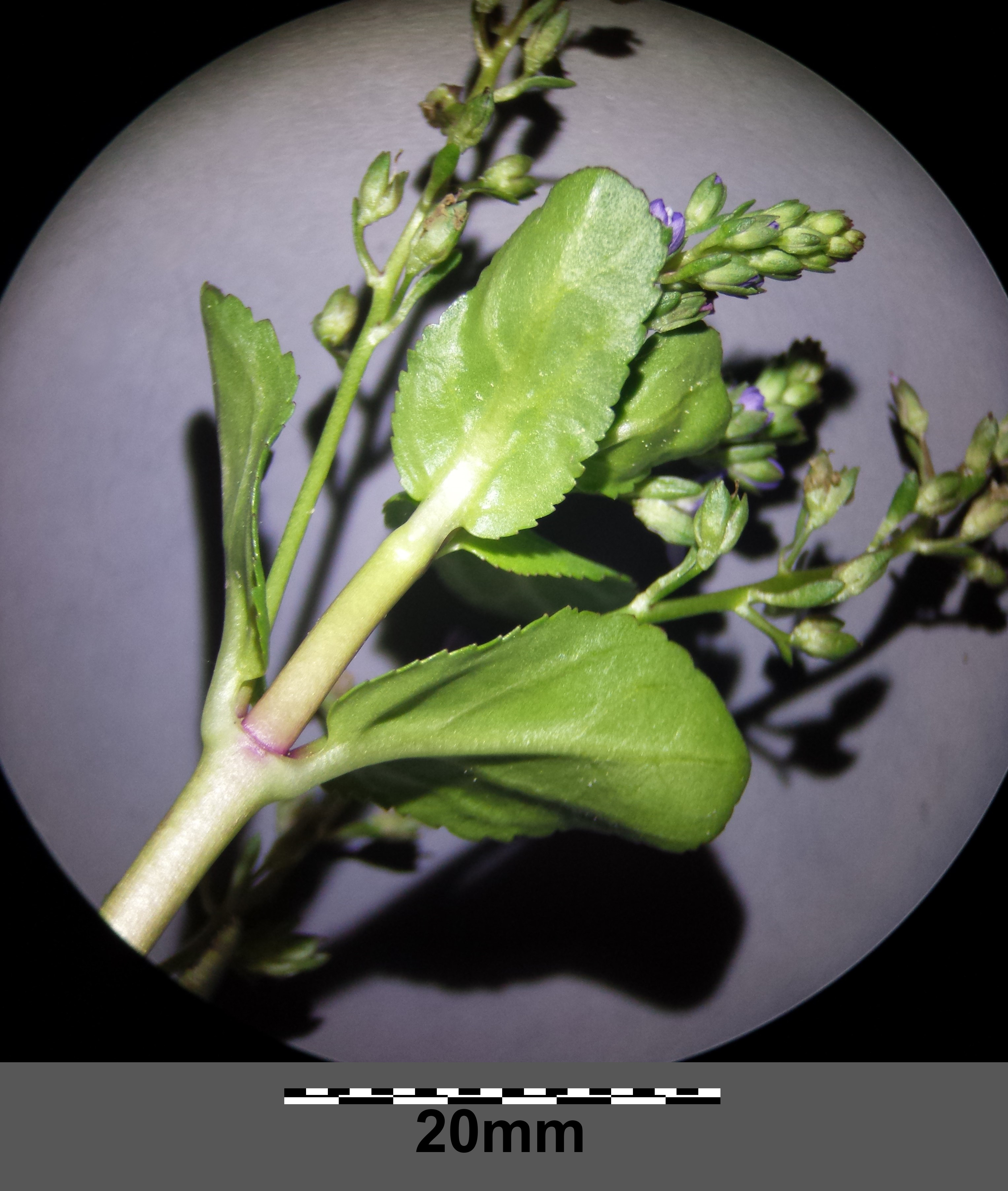
Pęd z kwiatostanami
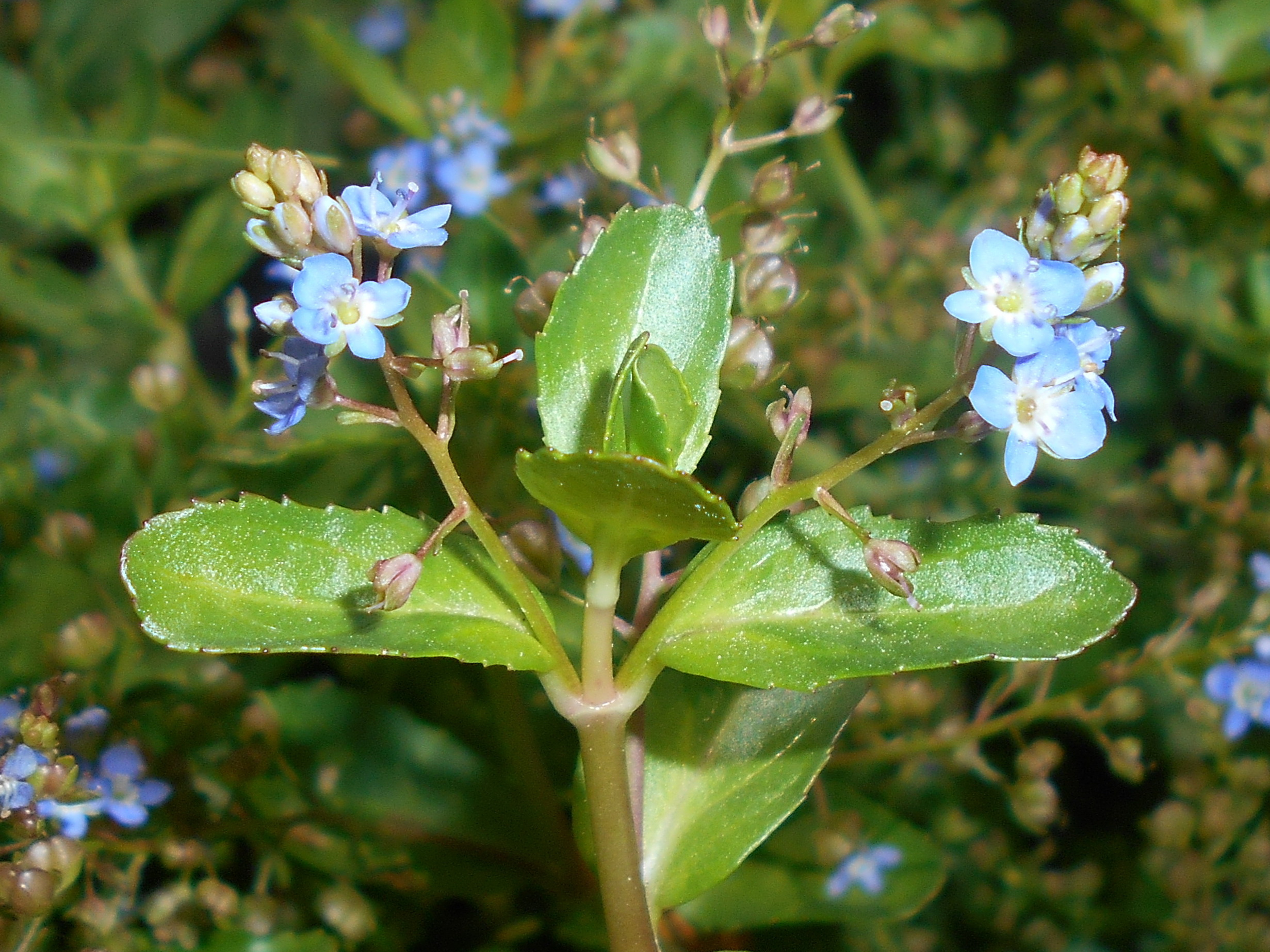
Kwiatostany
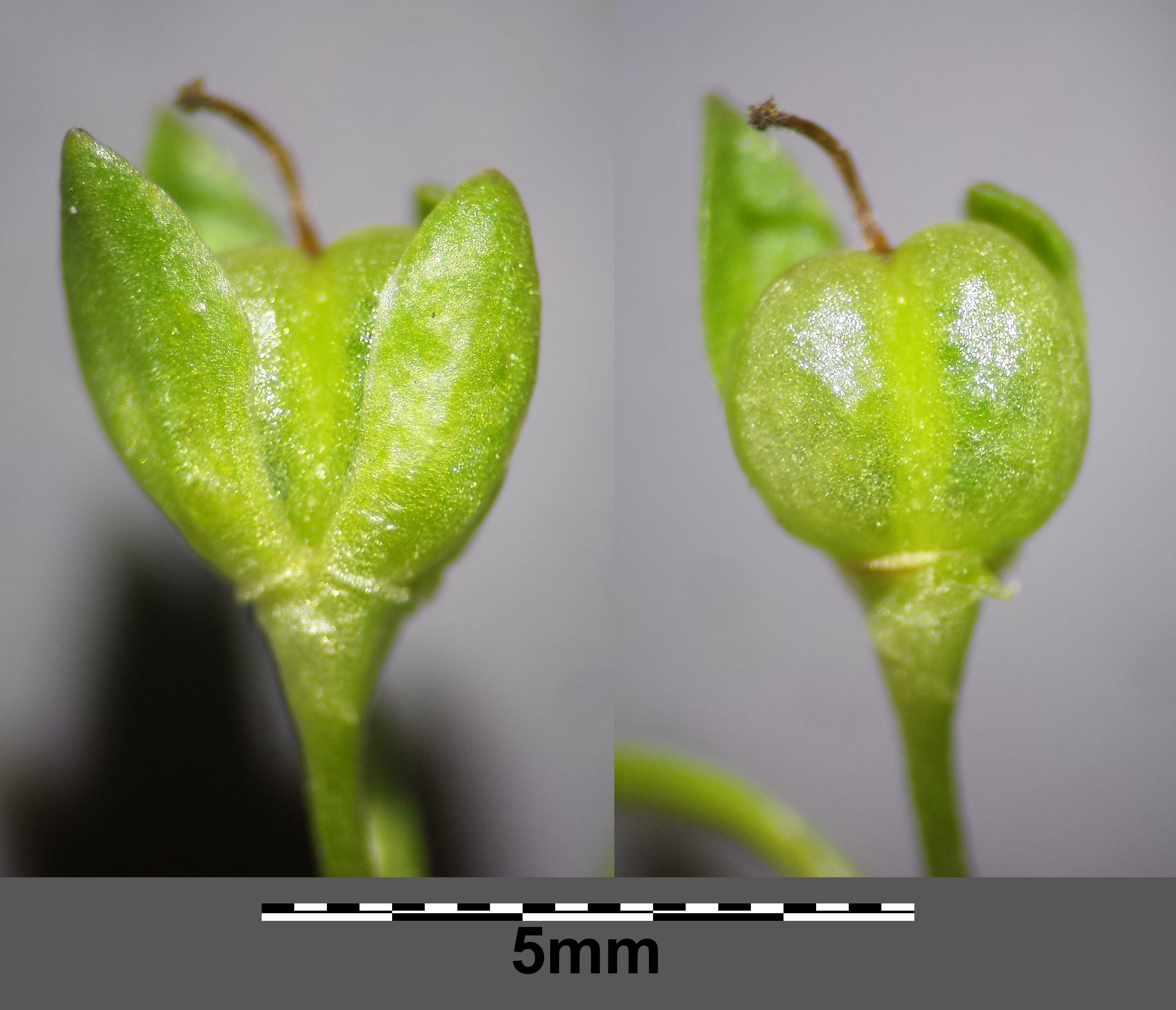
Owoce

## Biologia i ekologia

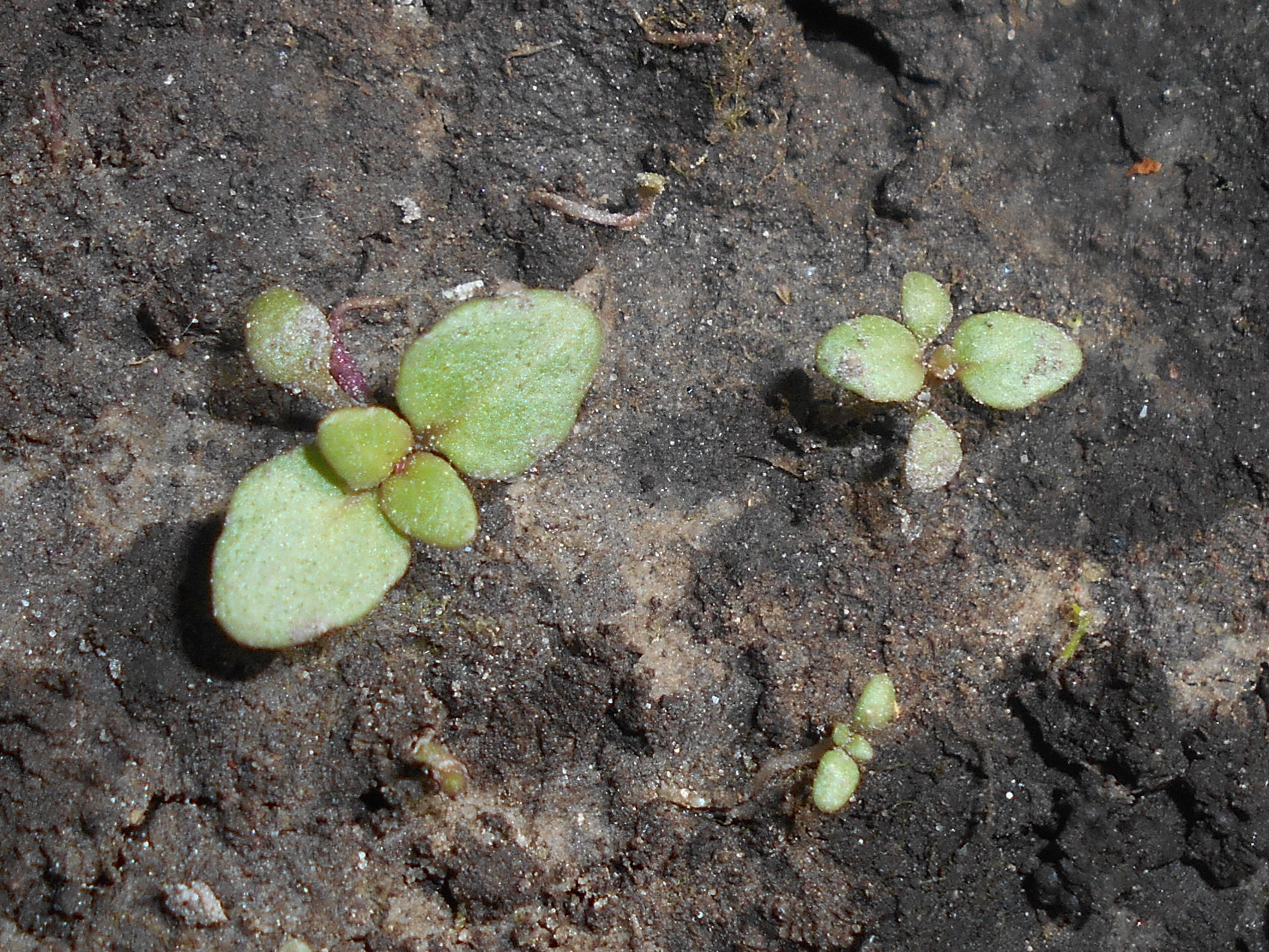
Siewki przetacznika bobowniczka

Bylina, chamefit niezdrewniały, hydrofit, helofit.  Kwitnie od maja do sierpnia, czasem do września. Zasiedla obszary źródliskowe, brzegi cieków wodnych, rowów, strumieni, stawów, bagna i szuwary nad płynącymi wodami. W klasyfikacji zbiorowisk roślinnych gatunek charakterystyczny dla Ass. Sparganio-Glycerion fluitantis. Liczba chromosomów 2n = 18. 
Wykazuje sporą zmienność w zależności od siedliska. Zwykle rośnie częściowo w wodzie; gdy jest całkowicie zanurzony, wytwarza tylko pędy płonne z mniejszymi, bardzo zwężonymi przy nasadzie liśćmi; w postaci lądowej również ma mniejsze niż typowo liście i kwiatostany i osiąga mniejszą wysokość.

## Interakcje międzygatunkowe
Jest rośliną pokarmową dla chrząszczy z rodziny stonkowatych: Phaedon armoraciae, Prasocuris junci, Longitarsus holsaticus, Phyllotreta nemorum i Phyllotreta ochripes, oraz ryjkowcowatych: Gymnetron beccabungae, Gymnetron rostellum, Gymnetron veronicae i Gymnetron villosulum. Żywią się nim także muchówki z rodziny pryszczarkowatych: Dasineura similis i Jaapiella veronicae, mszyce: Myzus cerasi, Aphis beccabungae, Aphis frangulae ssp. beccabungae, Aphis nasturtii i Aphis triglochinis, a także Athalia bicolor z rodziny pilarzowatych (błonkoskrzydłe).
Pasożytują na nim roztocza Aceria anceps z rodziny Eriophyidae, lęgniowce Peronospora grisea, grzyby Olpidium radicale (Olpidiaceae) i Ramularia beccabungae (Mycosphaerellaceae).

## Zastosowanie
Bywał wykorzystywany jako roślina jadalna najczęściej ze wszystkich przetaczników, szczególnie na wsi w okresach głodu.
Stosowany był także w medycynie ludowej i homeopatii, przypisywano mu działanie oczyszczające, przeciwzapalne i moczopędne, a także wysoką zawartość witamin C, D i K.
Bywa uprawiany jako roślina ozdobna. W Polsce jest wystarczająco mrozoodporny (strefy mrozoodporności 5-9). Łatwy w uprawie, nie ma specjalnych wymagań co do podłoża. Rozmnaża się przez wysiew nasion jesienią lub wiosną, przez sadzonki wytwarzane latem lub przez podział rozrośniętych kęp jesienią lub wczesną wiosną.